# Don't Believe the Truth
Don't Believe the Truth je šesté studiové album anglické rockové kapely Oasis. Bylo vydáno 30. května 2005.

## Seznam skladeb
| Pořadí | Název                        | Autor                      | Délka |
| ------ | ---------------------------- | -------------------------- | ----- |
| 1.     | Turn Up the Sun              | Andy Bell                  | 3:59  |
| 2.     | Mucky Fingers                | Noel Gallagher             | 3:55  |
| 3.     | Lyla                         | Noel Gallagher             | 5:10  |
| 4.     | Love Like a Bomb             | Liam Gallagher, Gem Archer | 2:52  |
| 5.     | The Importance of Being Idle | Noel Gallagher             | 3:39  |
| 6.     | The Meaning of Soul          | Liam Gallagher             | 1:42  |
| 7.     | Guess God Thinks I'm Abel    | Liam Gallagher             | 3:24  |
| 8.     | Part of the Queue            | Noel Gallagher             | 3:48  |
| 9.     | Keep the Dream Alive         | Bell                       | 5:45  |
| 10.    | A Bell Will Ring             | Archer                     | 3:07  |
| 11.    | Let There Be Love            | Noel Gallagher             | 5:31  |

## Obsazení
Oasis
- Liam Gallagher – hlavní vokály, tamburína
- Noel Gallagher – sólová kytara, hlavní a doprovodné vokály, baskytara
- Andy Bell – baskytara, sólová kytara, akustická kytara
- Gem Archer – rytmická kytara, baskytara, klávesy, harmonika, doprovodné vokály („The Meaning of Soul“)

Další hudebníci
- Zak Starkey - bicí, s výjimkou „Mucky Fingers“
- Lenny Castro – perkuse („Guess God Thinks I'm Abel“)
- Martin Duffy – klavír („Love Like a Bomb“)
- Terry Kirkbride – bicí („Mucky Fingers“)
- Paul 'Strangeboy' Stacey – klavír a mellotron („Let There Be Love“)